# Slalomvärldsmästerskapen i kanotsport 1949
Slalomvärldsmästerskapen i kanotsport 1949 anordnades i Genève, Schweiz. 

## Medaljsummering

### Medaljtabell
| Pl.    | Nation          | Guld | Silver | Brons | Totalt |
| ------ | --------------- | ---- | ------ | ----- | ------ |
| 1      | Frankrike       | 4    | 2      | 0     | 6      |
| 2      | Österrike       | 3    | 3      | 1     | 7      |
| 3      | Schweiz         | 1    | 1      | 1     | 3      |
| 4      | Tjeckoslovakien | 0    | 2      | 3     | 5      |
| Totalt | Totalt          | 8    | 8      | 5     | 21     |

### Herrar
| Gren         | Guld                                                                                                | Poäng  | Silver                                                                                                  | Poäng  | Brons                                                   | Poäng  |
| C-1          | Pierre d'Alençon (FRA)                                                                              | 528,0  | Paul Huguet (FRA)                                                                                       | 807,5  | Jan Brzák-Felix (TCH)                                   | 1227,5 |
| C-1 lag      | Frankrike Pierre d'Alençon Paul Huguet Marcel Renaud                                                | 3134,1 | Tjeckoslovakien Jan Brzák-Felix Jiří Purchart Bohuslav Karlík                                           | 4189,9 | -                                                       |        |
| C-2          | Frankrike Michel Duboille Jacques Rosseau                                                           | 1013,0 | Frankrike Claude Neveu Roger Paris                                                                      | 1146,6 | Tjeckoslovakien Jan Brzák-Felix Bohumil Kudrna          | 1280,7 |
| C-2 lag      | Frankrike Michel Duboille & Jacques Rosseau Claude Neveu & Roger Paris René Gavinet & Simon Gavinet | 3738,8 | Tjeckoslovakien Jan Brzák-Felix & Bohumil Kudrna Václav Nič & Miroslav Drastík Jan Šulc & Karel Koníček | 5000,6 | -                                                       |        |
| Falt K-1     | Othmar Eiterer (AUT)                                                                                | 594,1  | Hans Frühwirth (AUT)                                                                                    | 601,7  | Werner Zimmermann (SUI)                                 | 661,5  |
| Falt K-1 lag | Schweiz Werner Zimmermann Jean Engler Eduard Kunz                                                   | 2355,5 | Österrike Hans Frühwirth Rudolf Pillwein Josef Danek                                                    | 2606,9 | Tjeckoslovakien Bohuslav Fiala Alvin Jeschke Jiří Valeš | 3374,1 |

### Damer
| Gren         | Guld                                                       | Poäng  | Silver                                               | Poäng  | Brons                   | Poäng |
| Falt K-1     | Heidi Pillwein (AUT)                                       | 408,8  | Fritzi Schwingl (AUT)                                | 435,1  | Gerti Pertlwieser (AUT) | 508,3 |
| Falt K-1 lag | Österrike Heidi Pillwein Fritzi Schwingl Gerti Pertlwieser | 1352,2 | Schweiz Marie Fromaigeat Elsa Oderholz Janine Maulet | 4189,9 | -                       |       |